# Rafaela doktornő
A Rafaela doktornő egy 2011-es mexikói telenovella a Televisától. Főszereplői: Scarlet Ortiz, Diana Bracho, Jorge Poza, Arleth Terán és Chantal Andere. A sorozat Magyarországon 2012. június 29-én került adásba a Life Network-ön 20.30-kor az "Így készült a sorozat" c. werkfilmmel, majd július 2-ától a csatorna 20.00-tól sugározta az első epizódot.

## Szereplők
| Színész(nő)             | Szerepnév                            | Megjegyzés                                                                                    | Magyar hangok      |
| ----------------------- | ------------------------------------ | --------------------------------------------------------------------------------------------- | ------------------ |
| Scarlet Ortiz           | Rafaela De La Vega Martínez          | Rezidens, a történet főszereplője, beleszeret José Maríába                                    | F. Nagy Erika      |
| Jorge Poza              | José María Báez                      | Osztályvezető főorvos a kórházban, beleszeret Rafaelába                                       | Dányi Krisztián    |
| Chantal Andere          | Mireya Vival de Báéz                 | José María felesége, aki azért tér vissza a kórházba, hogy visszaszerezze a férfit Rafaelától | Sipos Eszter Anna  |
| Rogelio Guerra          | Rafael De La Vega                    | A kórház igazgatója, egyben Rafaela apja                                                      | Perlaki István     |
| Diana Bracho            | Morelia Echevarría de De La Vega     | Rafael felesége, Alicia anyja                                                                 | Zsolnai Júlia      |
| Patricia Reyes Spíndola | Caridad Martínez                     | Rafaela, Rosalba, Belén és Chucho anyja                                                       | Farkasinszky Edit  |
| Arleth Terán            | Ilena (eredetileg: Ileana) Contreras | José María szeretője                                                                          | Solecki Janka      |
| Tiaré Scanda            | Rosalba Martínez                     | Rafaela húga, énekesnő Porfirio bárjában                                                      | Zakariás Éva       |
| Evelyn Cedeño           | Belén Martínez                       | Rafaela húga                                                                                  | Sipos Eszter Anna  |
| Manuel "El Loco" Valdés | Braulio                              | Caridad férje, Rafaela és testvérei mostohaapja                                               | Uri István         |
| Arturo Carmona          | Víctor Acuña                         | Focista, balesetet szenved, Rafaela menti meg az életét'                                      | Haagen Imre        |
| Sheyla Tadeo            | Amanda                               | Főnővér a kórházban                                                                           | Kiss Erika         |
| Ilean Almaguer          | Alicia De La Vega Echevarría         | Rafael lánya, szerelmes lesz Chuchóba                                                         | Bogdányi Titanilla |
| Juan Carlos Flores      | Jesús "Chucho" Martínez              | Rafaela testvére, szerelmes lesz Aliciába                                                     | Markovics Tamás    |
| Arlette Pacheco         | Amelia                               | Nővér a kórházban                                                                             |                    |
| Jan                     | René Echevarría                      | Morelia unokaöccse                                                                            | Pál Tamás          |
| Manuela Imaz            | Areli Herrera                        | Recepciós a kórházban, Carlos Luis menyasszonya                                               | Dögei Éva          |
| Juan Ángel Esparza      | Carlos Luis Fernández                | Pszichiáter a kórházban                                                                       | Gubányi György     |
| Nicolás Mena            | Raúl Herrera                         | Rezidens, Areli öccse                                                                         | Pálmai Szabolcs    |

Ruben Zamora  Angel Grajales  Magyar Bálint
Isadora Gonzalez Dr. Elizabeth Jacome Makay Andrea

## Érdekességek
- A telenovellát egyedülálló módon  a Life Network 16:9-es képformátumban rendelte meg, ami itthon újítás a Televisa novelláit tekintve.
- A Life Network saját főcím- és végcímvideót vágott a sorozatnak, valamint az úgy nevezett cortinillákat (a jeleneteket elválasztó rövid snitteket) is magyarította.
- A magyar változat különlegessége, hogy a premier előtt a csatorna levetítette az "Így készült a sorozat" című werkfilmet, mely szintén egyedülálló a telenovellák magyar sugárzásának terén.
- Továbbá rövid karaktervideók is szinkronizálásra kerültek, melyek a csatorna hivatalos YouTube fiókjára kerültek fel, promócióként.
- A Life Network különlegesen nagy figyelmet fordított a telenovella promózására: a premier előtt szinte minden újságban fellelhető volt egy egészoldala "Rafaela doktornő"-s poszter.
- Érdekességek a magyar szinkronból: míg a spanyol változatban Arleth Terán karakterét Ileanának hívják, magyarul az Ilena nevet kapta.

## Szinkronstáb
- Főcím, stáblista felolvasása: Endrédi Máté
- Magyar szöveg: Berkes Dóra, Kovács Anna, Heiszenberger Éva, Lőrincz Ágnes, Nikas Dániel, Szoboszlay Anna
- Hangmérnök: Policza Imre, Kelemen Tamás, Gajda Mátyás, Pataki Ádám
- Gyártásvezető: Gémesi Krisztina, Nagy Éva
- Szinkronrendező: Csoma Ferenc
- Producer: Walger Zsófia
- Szinkronstúdió: Pannonia Sound System
- Megrendelő: Life Network

## Fordítás
- Ez a szócikk részben vagy egészben  a   Rafaela (telenovela) című angol Wikipédia-szócikk fordításán alapul.  Az eredeti cikk szerkesztőit annak laptörténete sorolja fel. Ez a jelzés csupán a megfogalmazás eredetét és a szerzői jogokat jelzi, nem szolgál a cikkben szereplő információk forrásmegjelöléseként.